# Tylogonus miles
Tylogonus miles är en spindelart som beskrevs av Simon 1903. Tylogonus miles ingår i släktet Tylogonus och familjen hoppspindlar. Inga underarter finns listade i Catalogue of Life.